# Stan Barstow
Stan Barstow (Horbury, nabij Wakefield, 28 juni 1928 – 1 augustus 2011) was een Brits schrijver van romans en korte verhalen. Hij schreef ook voor de radio en het theater. 
Barstow was de enige zoon van een mijnwerker. Op jeugdige leeftijd verhuisde hij van Horbury naar het nabijgelegen stadje Ossett, waar hij het grootste deel van zijn leven heeft gewoond. Hij bezocht er het plaatselijke gymnasium, maar verliet de school op 16-jarige leeftijd om voor een technisch bedrijf te gaan werken als tekenaar .
In de jaren 50 begon Barstow te schrijven en enkele van zijn verhalen werden op de BBC-radio voorgelezen. Zijn eerste gepubliceerde roman, A Kind of Loving, verscheen in 1960. Het boek werd een groot succes en hiermee vestigde hij zijn naam. In 1962 werd het verfilmd onder regie van John Schlesinger, met Alan Bates en June Ritchie in de hoofdrollen. In 1964 bracht de BBC een hoorspelversie uit en een jaar later werd het verhaal bewerkt voor theater. Barstow schreef nog twee vervolgen rond dezelfde hoofdpersoon, The Watchers on the Shore en The Right True End, zodat een trilogie ontstond, die in 1982 als televisieserie werd uitgezonden. 
Ook ander werk van Barstow werd bewerkt voor radio en tv, waarvan Joby (1964} wellicht het bekendst is. In 2001 verscheen zijn autobiografie, In My Own Good Time. Barstow woonde in Pontardawe (Zuid-Wales) en had twee zoons en een kleinzoon. Hij overleed op 83-jarige leeftijd.